# Stetson Union Church
De Stetson Union Church is een kerk in Stetson in de Amerikaanse staat Maine. De kerk is gebouwd in 1843 en is ontworpen door Benjamin S. Deane in de Griekse neoclassicistische stijl. In 1981 werd het gebouw opgenomen in het National Register of Historic Places.